# Fruto Sagrado
Fruto Sagrado é uma banda brasileira de rock cristão fundada em 1988, o auge de seu sucesso se deu durante a década de 1990 até a metade dos anos 2000, ao lado de outros grupos musicais do segmento que se destacavam na época como Oficina G3, Rebanhão, Catedral, Katsbarnea e Resgate. A banda nasceu em Niterói, no estado do Rio de Janeiro, com o desejo de tocar e expressar através da música sua relação com Deus e com o mundo à sua volta. O grupo sempre utilizou o rock como base para todas as composições, tendo letras sobre temas do cotidiano focando problemas sociais, políticos e existenciais.
Em sua  nova história, o Fruto Sagrado passou por três fases distintas, sempre vivendo mudanças de integrantes. Foi fundado por Marcão, Flávio Amorim, Marcos Valério e Bênlio Bussinger. Antes mesmo de lançar o primeiro disco, Fruto Sagrado, Marcos Valério deixou de fazer parte do grupo. Sendo assim, Bênlio assumiu os teclados, mas continuou a tocar guitarra em algumas ocasiões. A banda sempre passou por trocas de guitarristas, até que Bene Maldonado passou a integrá-la após a gravação de Na Contramão do Sistema. Por problemas profissionais e familiares, Maldonado teve que deixar o Fruto Sagrado, colocando um aluno em seu lugar.
Após a saída de Flávio Amorim, em 2000, recém-casado e partindo para morar no exterior, a banda contou com a chegada de Sylas Jr. e a volta de Bene. A formação se manteve estável até 2003, quando houve discussões e problemas internos e Bênlio se afastou. Após a gravação de Distorção, a banda permaneceu sem gravar nenhum trabalho. Em 2007, Marcão, único da formação original, deixou-a. Com isso, o Fruto Sagrado não renovou com a MK Music, tornando-se independente e lançando seu último trabalho em formato físico, 20 Anos, que contou com a presença de Vanjor, o novo vocalista.
A banda já contou em suas gravações com vários músicos, como João Alexandre, Amaury Fontenelle e PG do Oficina G3. 

## História
O Fruto Sagrado surgiu na Igreja Presbiteriana Betânia de Niterói (RJ) em agosto de 1988, quando o baixista e vocalista Marco Antônio (Marcão), o guitarrista e tecladista Bênlio Bussinguer, o baterista Flávio Amorim e o tecladista Marcos Valério se uniram para formar uma banda. A definição do nome foi baseado no texto bíblico do Evangelho de João, capítulo 15, verso 16: "Não fostes vós que me escolhestes, mas eu vos escolhi, para irdes e darem fruto e que vosso fruto permaneça". Já em sua formação, os integrantes decidiram qual seria o estilo das músicas e composições, que tratariam de temas como política, problemas sociais, o relacionamento do homem com Deus, a hipocrisia religiosa, entre outros. O conjunto almejava falar desses temas a partir de um ponto de vista cristão, porém de forma a ter fácil assimilação por qualquer pessoa, mesmo se ela não estivesse familiarizada com o cristianismo.
Logo antes de a banda entrar em estúdio pela primeira vez, no mês de maio de 1991, o  tecladista Marcos Valério a deixou, e o guitarrista Wagner Junior ("Juninho"), amigo de infância de Flávio, foi chamado para ingressá-la como músico convidado. Bênlio, então, assumiu os teclados e a guitarra base. O álbum foi formado basicamente por composições que Bênlio Bussinguer e Marco Antônio fizeram antes da formação da banda, com exceção das faixas "Pra Acordar", "Vazios de Coração" e "Não me Deixará", que foram compostas em parceria com todos os membros. O álbum, intitulado apenas de Fruto Sagrado, foi gravado em somente uma semana e lançado originalmente em LP. Sua distribuição foi feita pela gravadora Bompastor. A música "Pra Acordar" ganhou uma versão em videoclipe produzida por Rogério "Papinha", conhecido por trabalhar na produção de novelas da Rede Globo e que já produziu clipes de diferentes nomes da música brasileira (tais como Titãs, Edson Cordeiro e Guilherme Arantes). Em 1999 o álbum foi relançado em CD. Neste mesmo período a banda participou do programa de televisão da Rede Globo "Programa Legal", tendo sido entrevistados pela apresentadora Regina Casé.
Em 1993, após assinar contrato com a gravadora Gospel Records, o grupo voltou aos estúdios para a gravação do disco Na Contramão do Sistema. Já em 1995 foi lançado o terceiro trabalho da banda, O Que A Gente Faz Fala Muito Mais Do Que Só Falar. "A Missão" retrata a realidade do Rio de Janeiro e fala do "chamado missionário" de André Fernandes, membro da JOCUM Brasil. Há também as faixas "Amor de Deus" e "Podridown", que ganharam versões em videoclipe.
Após o lançamento desse álbum, o conjunto se preparava para lançar um disco comemorativo aos 10 anos da formação. Planejava-se lançar um CD ao vivo e acústico. No entanto, problemas decorrentes da mudança de gravadora atrasaram o projeto. O trabalho foi finalmente lançado pela Salmus produções em 1999 com o título 10 anos, 15 meses e muitos dias, fazendo referência ao atraso.[carece de fontes?]
Após o lançamento do álbum acústico, a banda foi marcada pela saída do baterista Flávio Amorim e a entrada do guitarrista Bene Maldonado (que havia participado como músico convidado e também como produtor na gravação do álbum) e o baterista Sylas Jr. (músico freelancer). O grupo, então, trouxe uma nova formação e lançou, em 2001, o álbum O Segredo, pela gravadora Top Gospel, que recebeu uma grande divulgação pelo país.
Depois disso, a banda assinou contrato com a gravadora MK Music. A ação gerou um processo judicial com a Salmus produções, o qual a banda perdeu, o que gerou consideráveis perdas financeiras para Marco Antônio e Bênlio Bussinguer. Nessa fase, Marco Antônio passou a usar o nome artístico de "Marcão" e deixou o contra-baixo, que tocava desde o começo, para se dedicar exclusivamente a seu trabalho como o vocalista. Por esse motivo, o Fruto Sagrado passou a contar, em suas apresentações, com o baixista Francisco E. Falcon, que inclusive participou de algumas gravações nos álbuns e videoclipes que a banda lançaria pela MK Music. Foi nesse período em que o Fruto Sagrado atingiu seu auge, e, em 2003, lançou o CD O que na Verdade Somos, considerado pela maioria dos fãs como o melhor lançado pela banda. O álbum seguia, em geral, o estilo do anterior e contava com 11 músicas inéditas, mais uma regravação de "Involução" (do álbum Na Contramão do Sistema), que recebeu nova roupagem e o nome de "Involução 2003", e um remix da faixa "A Sanguessuga", feita por Amaury Fontenelle. A faixa "Não Quero Mais Acordar Assim" e a faixa título do álbum ganharam versões em videoclipe, com destaque para o segundo clipe, no qual o tecladista Bênlio Bussinguer apresentou um novo instrumento, criado por ele mesmo, o qual chamou de "teclarra".
Apesar de a banda estar vivendo sua fase de auge, discussões internas, principalmente com o vocalista Marcão, fizeram com que Bussinguer optasse por sair da banda, enquanto esta ainda estava na turnê de divulgação do novo álbum.
Os três membros restantes continuaram na MK Music e, em 2005, lançaram um novo trabalho, chamado Distorção, que contava com 10 músicas inéditas. Uma delas, a faixa "Vai Acabar", seria lançada no trabalho anterior. Como não ficou pronta a tempo, acabou sendo "herdada" por esse novo trabalho. O trabalho foi muito bem recebido pelos fãs do rock gospel, sendo aclamado como um dos melhores do gênero. Destaque para as faixas "Superman", "Quase" e "Vai Acabar".
No ano seguinte, 2006, a banda anunciou que estaria deixando a gravadora MK, decidindo por adotar um selo próprio por onde faria novos projetos.[carece de fontes?]
A banda entrou em hiato a partir de 2007 e somente divulgou no ano seguinte que estaria trabalhando em um projeto acústico. Em 2009, em uma entrevista, o baterista Sylas Jr. comunicou a inesperada saída de Marco Antônio  do grupo, o que causou um enorme choque, mas anunciou que o Fruto Sagrado contratou um novo vocalista, chamado Vanjor. Em 2010, o projeto acústico foi finalmente lançado, composto por regravações de sucessos do grupo, chamado Fruto Sagrado 20 Anos, contendo também duas canções compostas pelo novo integrante.  Nesse período, o grupo já havia retomado a agenda de shows.
Em 2012, o grupo inovou no cenário gospel ao lançar o projeto Universo Particular, uma série de vídeos com músicas inéditas, onde os integrantes interagiam e contavam casos sobre questões relacionadas às suas vivências. Neste trabalho, todas as músicas eram acompanhadas por play-alongs, playbacks e outros materiais disponibilizados gratuitamente no site da banda, sendo em cada episódio dessa temporada apresentada uma canção inédita.[carece de fontes?]
Em 2015, o trio lançou um single, como prévia de um EP, chamado "Fé Canibal". O álbum jamais foi lançado e a banda continuou no hiato.
Em 2021, com a ajuda do canal VOA - Veja por Outro Ângulo, a formação clássica da banda, Marcão, Bene e Sylas retorna para um projeto, o DVD ao vivo "A Volta dos que não foram" que será o primeiro DVD da banda, o projeto foi gravado dia 20 de Novembro do mesmo ano, na Igreja Bola de Neve Campinas, e contou com as participações dos músicos, o baixista Francisco Falcon, que gravou os álbuns O que na verdade somos e Distorção, e o tecladista Daniel Tinocco, que gravou Fruto Sagrado - 20 Anos e Universo Particular. Após a gravação a banda está fazendo diversos show pelo Brasil.
Em 2022, no mês de Junho a banda solta a primeira faixa áudio visual do DVD ao vivo, "A Missão", depois soltaram "A Sanguessuga" e "Primo do Macaco".

## Integrantes
Atuais
- Marcão  — vocais e baixo (1988-2009; 2021-atualmente)
- Bene Maldonado — guitarra, violão, baixo, produção musical e programação (1994-1996; 2000-atualmente)
- Sylas Jr. — bateria (2000-atualmente)

Ex-membros
- Bênlio Bussinguer — guitarra e teclado (1988-2003)
- Flávio Amorim — bateria (1988-2000)
- Marcos Valério — vocal e teclado (1988-1991)
- Daniel Tinoco — teclado (2009-2015)
- Vanjor — vocal, guitarra (2009-2015)
- Marcos Quarterolli - baixo (2007-2009)

Músicos convidados
- Juninho (Wagner Júnior) — guitarra (1991)
- Paulo de Barcellos — guitarra (1991-1993)
- Ricardo Botticelli — guitarra (1993-1994)
- Leonardo Cordeiro — guitarra, violão (1997-1999)
- Francisco E. Falcon — baixo (2002-2007;2021-atualmente)
- Lucas Vieira — baixo (2009-2015)
- Daniel Tinoco — teclado (2021-atualmente)

### Linha do tempo
Formações oficiais
Músicos convidados

## Discografia
Álbuns de estúdio
- 1991: Fruto Sagrado
- 1993: Na Contramão do Sistema
- 1995: O que a Gente Faz Fala Muito Mais do que só Falar
- 2001: O Segredo
- 2003: O que na Verdade Somos
- 2005: Distorção
- 2010: 20 Anos
- 2012: Universo Particular

Álbuns ao vivo
- 1999: Acústico 10 Anos
- 2024: A Volta dos que não Foram

## Participações em outros projetos
- 2006: Amo Você vol. 9
- 2022: Única Paz - Banda LIV